# Эль-Больсон
Эль-Больсон (исп. El Bolsón) — город и муниципалитет в департаменте Барилоче провинции Рио-Негро (Аргентина).

## История
В 1870-х годах в этих местах поселились немецкие иммигранты, которые провозгласили просуществовавшую несколько лет «Больсонскую независимую республику» (исп. República Independiente del Bolsón). После того, как это «государство», не дававшее селиться здесь выходцам из других стран, прекратило своё существование, сюда опять хлынули иммигранты. В те годы правительство Османской империи поощряло эмиграцию тех, кто был недоволен внутренней политикой правительства, и поэтому в те годы сюда с турецкими паспортами переехало много арабов-христиан с территорий современных Сирии и Ливана.
Город Эль-Больсон был основан 28 января 1926 года.

## Известные уроженцы
- Габриэль Кондратюк (род.1969) — художник.